# Leo de Berardinis
Leo de Berardinis (Gioi, 3 gennaio 1940 – Roma, 18 settembre 2008) è stato un attore teatrale, regista teatrale e drammaturgo italiano.

## Biografia
Dopo l'esperienza di attore con Carlo Quartucci, iniziò il suo sodalizio con Perla Peragallo. Nel 1968 firmò con Carmelo Bene uno storico Don Chisciotte. Negli anni settanta, insieme a Perla Peragallo, si trasferì nell'entroterra napoletano, a Marigliano, dove realizzò improvvisazioni teatrali provocatorie e aggressive.
Dopo la rottura del connubio teatrale e sentimentale con Perla Peragallo, e il recupero da alcuni problemi di salute, dal 1983 è a Bologna, in collaborazione con la Cooperativa Nuova Scena. Il primo spettacolo messo in scena fu The Connection di Jack Gelber, con la traduzione di Fernanda Pivano. Fecero seguito una trilogia scespiriana, composta da Amleto (due edizioni: 1984 e 1985), King Lear. Studi e variazioni (1985) e La Tempesta (due edizioni: 1986 e 1987) e tre assoli (Dante Alighieri. Studi e variazioni; Il Cantico dei Cantici e Il ritorno - riflessi da Omero-Joyce).
Nel maggio 1987 si allontanò da Nuova Scena, per fondare il Teatro di Leo e la relativa compagnia teatrale. Senza abbandonare il teatro scespiriano (Macbeth e Totò, principe di Danimarca e diverse variazioni su King Lear), tornò a confrontarsi con maestri a lui più vicini, in particolare con Eduardo De Filippo e con Totò.
Dal 1994 diresse il Teatro San Leonardo di Bologna in convenzione con il comune di Bologna mentre nel 1996 diresse il Teatro municipale Giuseppe Verdi (Salerno). Dal 1994 al 1997 assunse la direzione artistica del Festival di teatro di Santarcangelo di Romagna.
Il 16 giugno 2001 Leo de Berardinis, durante un intervento di chirurgia plastica, entrò in un coma da cui non si sarebbe più risvegliato. Per l'accaduto, l'anestesista fu condannato in primo grado.
Nel 2007 si è svolto presso l'Università di Bologna il convegno Per un libro su Leo a Bologna. Tre incontri per ritrovare Leo dentro e fuori di noi, organizzato da Claudio Meldolesi e Angela Malfitano, per approfondire l'opera artistica di Leo de Berardinis. Il 18 luglio 2008 gli è stato assegnato il vitalizio previsto dalla legge Bacchelli, con motivazione redatta dal presidente della Repubblica Giorgio Napolitano. Una precedente iniziativa a sostegno di de Bernardis era già stata avviata da alcuni colleghi. Il 25 luglio 2008 sono pervenuti alla biblioteca del Dams dell'università bolognese i materiali per costituire l'Archivio Leo de Berardinis, concessi in comodato dalla sorella di de Bernardis Annamaria.
L'attore e regista è morto a Roma il 18 settembre 2008.
Alla sua memoria nel 2015 è stato dedicato un teatro-auditorium a Vallo della Lucania.

## Teatrografia

### Gli esordi
- Me e Me da Luciano di Samosata, Jacopone da Todi, Giacomo Leopardi e Samuel Beckett. Regia di Carlo Quartucci. Roma, Teatro Goldoni, 13 ottobre 1962
- Finale di partita di Samuel Beckett. Regia di Carlo Quartucci. Roma, Teatro Ateneo, 4 febbraio 1963
- Una gru al tramonto di Jurij Kinoshita. Regia di Carlo Quartucci. Roma, Teatro Ateneo, 4 febbraio 1963
- Apocalisse su misura. Due tempi e un epilogo[5] di Giorgio De Maria. Regia di Roberto Guicciardini. Scene di Silvano Falleni. Musiche di Giancarlo Chiaramello. Azioni mimiche di Marta Egri. Torino, Teatro Gobetti, 14 gennaio 1964
- Aspettando Godot di Samuel Beckett. Regia di Carlo Quartucci. Genova, Teatro Duse, 31 marzo 1964
- Atto senza parole II di Samuel Beckett. Regia di Carlo Quartucci. Roma, “Festival di Samuel Beckett”, Teatro Mobile al Tevere-Prima Porta, luglio 1965
- Furfanti di Gaetano Testa. Regia di Carlo Quartucci. Palermo, "Settimana della Musica Nuova", settembre 1965
- Gioco con la scimmia di Enrico Filippini. Regia di Carlo Quartucci. Palermo, "Settimana della Musica Nuova", settembre 1965
- I sigari di Jupiter di Germano Lombardi. Regia di Carlo Quartucci. Palermo, "Settimana della Musica Nuova", settembre 1965
- Zip Lap Tip Vap Mam Crep Scap Plip Trip Scrap e la Grande Mam di Giuliano Scabia e Carlo Quartucci. Regia di Carlo Quartucci. Venezia, Teatro del Ridotto, 30 settembre 1965
- Invito a teatro n. 3 da testi di Beckett, Feifer, Eschilo, Ostrovskij, Cervantes. Regia di Leo de Berardinis e Cosimo Cinieri . Bari, 1966
- La Fantesca di Giovambattista Della Porta. Regia di Carlo Quartucci. Genova, Teatro Duse, 5 maggio 1966

### La compagnia "De Berardinis - Peragallo" e l'esperienza del Teatro di Marigliano
- La faticosa messinscena dell'Amleto di William Shakespeare. Spettacolo cineteatrale di e con Leo de Berardinis e Perla Peragallo. Roma, Teatro alla Ringhiera, 21 aprile 1967
- Sir and Lady Macbeth di e con Leo de Berardinis e Perla Peragallo. Roma, Teatro Carmelo Bene, 4 marzo 1968
- San Sebastiano - Teatro di strada di Cosimo Cinieri, Leo De Berardinis e Perla Peragallo. Marigliano, 1971
- O' Zappatore di Leo de Berardinis e Perla Peragallo. Napoli, Teatro Orione, 14 marzo 1972
- Sir and Lady Macbeth (II edizione) di e con Leo de Berardinis e Perla Peragallo. Roma, Teatro Centrale, 5 gennaio 1973
- King Lacreme Lear Napulitane di Leo de Berardinis e Perla Peragallo 1973
- Sudd di Leo de Berardinis e Perla Peragallo 1974
- Chianto 'e risate e risate 'e chianto di Leo de Berardinis e Perla Peragallo 1974
- Rusp spers di Leo de Berardinis e Perla Peragallo. Salerno, "Festival delle Nuove Tendenze", Teatro Verdi, 13 luglio 1976
- Personale: Dal teatro come errore al teatro dell’ignoranza (1966-1976) di Leo de Berardinis e Perla Peragallo. Torino, Cabaret Voltaire, 21 febbraio 1976
- Assoli di Leo de Berardinis e Perla Peragallo. Roma, Teatro Alberico, 6 febbraio 1977
- Tre Jurni di Leo de Berardinis e Perla Peragallo. Parigi, "Festival du Théâtre des Nations", Teatro Petite Orsay, 22 giugno 1977
- Avita Murì di Leo de Berardinis e Perla Peragallo. Firenze, Rondò di Bacco, 26 gennaio 1978
- Tre Jurni di Leo de Berardinis e Perla Peragallo (ripresa). Formello, 21 luglio 1978
- Sciopero autonomo di Leo de Berardinis e Perla Peragallo. Roma, Beat '72, 11 dicembre 1978
- De Berardinis - Peragallo di Leo de Berardinis e Perla Peragallo. Roma, Teatro in Trastevere, 25 maggio 1979
- Udunda Indina di Leo de Berardinis e Perla Peragallo. Interpreti: Leo de Berardinis, Perla Peragallo, Patrizia Sacchi, Totò Pettine. Roma, Teatro Tenda Spaziozero, 3 giugno 1980
- XXXIII Paradiso da Dante Alighieri di Leo de Berardinis e Perla Peragallo. Roma, "Festival Internazionale dei Poeti", Teatro in Trastevere, 15 settembre 1980
- Annabel Lee da Edgar Allan Poe di Leo de Berardinis e Perla Peragallo. Roma, Teatro in Trastevere, 14 aprile 1981
- Leo de Berardinis Re di Leo de Berardinis. Roma, Beat '72, 31 maggio 1981
- Apparizione n.1 con Leo de Berardinis e Beppe Bartolucci. Roma, Beat '72, estate 1981
- Leo de Berardinis Re incarna (Buzzi, Cangiullo, Corra, Buster Keaton, Majakovskij, Marinetti, Palazzeschi, Petrolini, Totò, Raffaele Viviani) di Leo de Berardinis. Roma, Piazza del Campidoglio, settembre 1981
- Leo De Berardinis the King di Leo de Berardinis. Roma, Teatro in Trastevere, 16 ottobre 1981
- Gethsemani di Leo de Berardinis. Napoli, Teatro Nuovo, 24 aprile 1982
- Quattro secoli fa il Conte di Southampton, Shakespeare, Molière, Luigi XIV, Garibaldi, Robespierre e la rivoltella di Majakovskij di Leo de Berardinis. Roma, Spaziozero, 14 maggio 1982
- I 103 dell'Apocalisse di Leo de Berardinis. Roma, Anfiteatro del Parco dei Daini, 22 settembre 1982
- Il cervello esploso di Leo de Berardinis. Roma, Teatro Trianon, 19 gennaio 1983
- Kiat'amore di Leo de Berardinis. Torino, Teatro Colosseo, 6 ottobre 1983

### La collaborazione con Carmelo Bene per ilDon Chisciotte
- Don Chisciotte da Miguel de Cervantes di Carmelo Bene in collaborazione con Leo de Berardinis. Interpreti: Carmelo Bene, Leo de Berardinis, Perla Peragallo, Clara Colosimo, Gustavo D’Arpe, Claudio Orsi. Roma, Teatro Carmelo Bene, 25 ottobre 1968

### A Bologna: l'esperienza con la Cooperativa Nuova Scena
Stagione 1982/1983
- The Connection di Jack Gelber. Traduzione e riduzione di Fernanda Pivano. Adattamento, regia, scene, costumi e coordinamento musicale di Leo de Berardinis. Interpreti: Leo de Berardinis, Olga Durano, Marina Mazzolani, Stefano Randisi, Gianni Scerra, Enzo Verrano, Mitra Divshali. Musiche dal vivo: Francesco Lanza, Bruno Marini, Larry Nocella, Mario Paliano, Giovanni Pieri. Bologna, Teatro Testoni/InterAction, 6 - 17 aprile 1983
- The Connection di Jack Gelber (tournée). Milano, Teatro dell'Elfo, 19 aprile - 8 maggio 1983

Stagione 1983/1984
- The Connection di Jack Gelber (tournée). Torino, "Toreat. Il pool del teatro d'avanguardia"[6], Teatro Colosseo, 14 - 20 novembre 1983
- Amleto di William Shakespeare. Traduzione di Angelo Dallagiacoma. Regia, scene e costumi di Leo de Berardinis. Luci: Maurizio Viani. Bologna, Teatro Testoni/InterAction, 7 - 19 febbraio 1984
- Amleto di William Shakespeare (tournée). Milano, Teatro di Porta Romana, 28 febbraio - 11 marzo 1984
- Amleto di William Shakespeare (tournée). Torino, Teatro Alfieri[7], 20 - 26 marzo 1984
- Amleto di William Shakespeare (tournée). Udine, Teatro Palamostre, 13 - 14 aprile 1984
- Amleto di William Shakespeare (tournée). Napoli, Teatro San Ferdinando, 24 - 29 aprile 1984

Stagione 1984/1985
- Dante Alighieri. Studi e variazioni[8] di e con Leo de Berardinis. Venezia, "La Biennale XXXII Festival Internazionale del Teatro", Teatro Goldoni, 6 - 8 ottobre 1984
- Dante Alighieri. Studi e variazioni (tournée). Roma, Teatro Olimpico, 13 ottobre 1984
- Dante Alighieri. Studi e variazioni (tournée). Torino, "Progetto Toreat", Teatro Colosseo, 28 novembre - 2 dicembre 1984
- King Lear. Studi e variazioni[9][10] da William Shakespeare. Traduzione di Angelo Dallagiacoma. Regia, scene, costumi e ideazione luci di Leo de Berardinis. Luci: Maurizio Viani. Bologna, Teatro Testoni/InterAction, 10 - 28 aprile 1985

Stagione 1985/1986
- Il Cantico dei cantici di Salomone di e con Leo de Berardinis. Traduzione di Guido Ceronetti. Bologna, Teatro Testoni/InterAction, 8 - 13 ottobre 1985
- Amleto di William Shakespeare (II edizione)[11]. Traduzione di Angelo Dallagiacoma. Regia, scene, costumi e luci Leo de Berardinis. Roma, Teatro Olimpico, 2 - 3 novembre 1985
- Il Cantico dei cantici di Salomone (tournée). Roma, Teatro Olimpico, 7 - 8 novembre 1985
- Amleto di William Shakespeare (tournée). Bologna, Teatro Testoni/InterAction, 19 - 24 novembre 1985
- Il Cantico dei cantici di Salomone (tournée). Torino, Teatro Nuovo, 18 - 19 dicembre 1985
- La Tempesta[12][13] di William Shakespeare. Traduzione di Angelo Dallagiacoma. Regia, scene, costumi e ideazione luci di Leo de Berardinis. Luci: Maurizio Viani. Bologna, Teatro Testoni/InterAction, 3 - 13 aprile 1986

Stagione 1986/1987
- Ulisse[14] di e con Leo de Berardinis. Settimo Torinese, "Festival Internazionale Assedio Teatro"[15], Spazio Mattatolo - Viale Partigiani, 6 settembre 1986
- Il ritorno, riflessi da Omero-Joyce[16][17] di e con Leo de Berardinis. Luci: Maurizio Viani. Fonico: Roberto Grassi. Bologna, Teatro Testoni/InterAction, 9 ottobre 1986
- Novecento e Mille[18][19] di Leo de Berardinis. Bologna, Teatro Testoni/InterAction, 15 gennaio 1987
- La Tempesta di William Shakespeare (II edizione)[20]. Traduzione di Angelo Dallagiacoma. Regia, scene, costumi e ideazione luci di Leo de Berardinis. Luci: Maurizio Viani. Parigi, Théâtre Gérard Philippe, 7 febbraio 1987
- La Tempesta di William Shakespeare (tournée). Cesena, Teatro Alessandro Bonci[21], 5 - 8 marzo 1987
- La Tempesta di William Shakespeare (tournée)[22]. Milano, Teatro Carcano, 10 marzo 1987
- La Tempesta di William Shakespeare (tournée)[23]. Bologna, Teatro Testoni/InterAction, 28 - 31 marzo 1987

### L'ultimo decennio: il Teatro di Leo
- Delirio di Leo de Berardinis. Regia di Leo de Berardinis. Santarcangelo, "La Cittadella del Teatro", 1 luglio 1987
- Delirio di Leo de Berardinis (tournée). Asti, Cortile di Palazzo Michelerio, 9 luglio 1987
- L'uomo capovolto. Assolo in un tempo di Leo de Berardinis. Pontedera, "Passaggio", 2 ottobre 1987
- L'uomo capovolto di e con Leo de Berardinis (tournée)[24]. Torino, Cabaret Voltaire, 20 - 24 ottobre 1987
- Macbeth[25][26][27] di William Shakespeare. Traduzione di Agostino Lombardo. Regia, scene, ideazione luci e costumi Leo de Berardinis. Collaborazione tecnica: Mechi Cena, Fulvio Ianneo, Maurizio Viani. Roma, Teatro Ateneo, 2 febbraio - 4 marzo 1988
- Novecento e Mille (II edizione) di Leo de Berardinis. Regia, ideazione luci, spazio scenico e costumi: Leo de Berardinis. Roma, Teatro Ateneo, 15 marzo 1988
- Novecento e Mille (tournée) di Leo de Berardinis. Milano, Teatro CRT dell'Arte, 17 aprile 1988
- Macbeth di William Shakespeare (tournée). Bologna, Festival Internazionale "Teatro e Università", Teatro Testoni, 14 maggio 1988
- Il fiore del deserto da Giacomo Leopardi di e con Leo de Berardinis. Recanati, "Celebrazioni Leopardiane", Teatro Persiani, 23 agosto 1988
- Quintett da Orfeo, Empedocle, Eschilo, Sofocle, Ranieri de' Calzabigi, Rimbaud di Leo de Berardinis. Regia, ideazione luci, spazio scenico: Leo de Berardinis. Montemarciano, Teatro Alfieri, 1 dicembre 1988
- Quintett di Leo de Berardinis (tournée). Regia, ideazione luci, spazio scenico: Leo de Berardinis. Torino, "La Tradizione del Nuovo", Teatro Juvarra, 31 marzo 1989
- Ha da passà 'a nuttata[28] dall'opera di Eduardo De Filippo. Scrittura scenica, regia, ideazione luci, spazio scenico e colonna sonora di Leo de Berardinis. Diapositive di Piero Casadei e Cesare Accetta. Luci: Maurizio Viani. Spoleto, "Festival dei Due Mondi", Teatro Caio Melisso, 1 luglio 1989
- La creazione del mondo o la conquista dell'America di Raúl Ruiz e Giovanni Isgrò da Teofilo Folengo, Tirso da Molina, Calderon de la Barca e altri. Regia: Raúl Ruiz. Scene: Cristiano Olivares. Costumi: Gaetano Cipolla. Musiche: Dario Lo Cicero. Produzione: Comune di Gibellina in collaborazione con Teatro Massimo di Palermo. Gibellina (TP), Baglio Di Stefano e Teatro dei Ruderi, 1 - 10 settembre 1989
- Metamorfosi[29] di Leo de Berardinis. Regia, ideazione luci, spazio scenico, colonna sonora: Leo de Berardinis. Bologna, Teatro delle Celebrazioni, 30 marzo 1990
- Totò, principe di Danimarca di Leo de Berardinis. Traduzione dei brani dell'Amleto di Angelo Dallagiacoma. Asti, "Asti Teatro 12", Teatro Politeama, 5 ottobre 1990
- Totò, principe di Danimarca di Leo de Berardinis (tournée). Torino, Teatro Colosseo, 1 - 3 marzo 1991
- L'Impero della Ghisa o dell'Età dell'Oro[30] di Leo de Berardinis. Regia, ideazione luci, spazio scenico, colonna sonora: Leo de Berardinis. Costumi: Loredana Putignani. Diapositive: Piero Casadei. Luci: Maurizio Viani. Taormina, "Taormina Arte Teatro", Palazzo dei Congressi, 20 agosto 1991
- Lo spazio della memoria. Dante, Pasolini, Ginsberg di e con Leo de Berardinis. Musiche di Steve Lacy. Venezia, "Mostra del Teatro", Teatro Goldoni, 28 settembre 1991
- Scentè da Bertolt Brecht. Ideazione e interpretazione di Francesca Mazza. Regia di Leo de Berardinis e Alfonso Santagata. Aradeo, Teatro Tre Masserie, 3 agosto 1992
- IV e V atto dell'Otello di William Shakespeare. Soliloquio di Leo de Berardinis di e con Leo de Berardinis. Traduzione di Salvatore Quasimodo. Milano, Teatro della 14.a, 13 ottobre 1992
- I giganti della montagna di Luigi Pirandello. Regia, spazio scenico, musiche e ideazione luci di Leo de Berardinis. Bagnacavallo, Teatro Goldoni, 5 marzo 1993
- Totò, principe di Danimarca (II edizione) di Leo de Berardinis. Regia, ideazione luci, spazio scenico e colonna sonora: Leo de Berardinis. Collaborazione tecnica: Vincenzo Cannioto, Andrea Testa, Maurizio Viani. Nantes, "Les Allumées", Théâtre Graslin, 19 ottobre 1993
- Cento attori di Leo de Berardinis 1994
- Il ritorno di Scaramouche di Jean Baptiste Poquelin e Leòn de Berardin di Leo de Berardinis. Regia, ideazione luci, spazio scenico e colonna sonora: Leo de Berardinis. Costumi: Loredana Putignani. Maschere e strutture scneiche: Stefano Perocco di Meduna. Collaborazione tecnica: Paolo Maioli, Giuliano Toson, Maurizio Viani. Napoli, Teatro Mercadante, 29 novembre 1994
- Samuel da Samuel Beckett di Leo de Berardinis 1995
- Il ritorno di Scaramouche di Jean Baptiste Poquelin e Leòn de Berardin di Leo de Berardinis (tournée). Roma, Teatro Quirino, 10 - 22 ottobre 1995
- Il ritorno di Scaramouche di Jean Baptiste Poquelin e Leòn de Berardin di Leo de Berardinis (tournée). Aosta, Teatro Giacosa, 21 - 22 novembre 1995
- Il ritorno di Scaramouche di Jean Baptiste Poquelin e Leòn de Berardin di Leo de Berardinis (II edizione). Regia, ideazione luci, spazio scenico e colonna sonora: Leo de Berardinis. Costumi: Loredana Putignani. Maschere e strutture sceniche: Stefano Perocco di Meduna. Collaborazione tecnica: Giuliano Toson, Maurizio Viani. Venezia, Teatro Goldoni, gennaio 1996
- Studio sul Don Giovanni di Mozart-Da Ponte. Regia, scene, costumi e luci di Leo de Berardinis. Bologna, Teatro Laboratorio San Leonardo, 26 aprile 1996
- King Lear di Ruggero Cappuccio, Leo de Berardinis e Alfonso Santagata. Salerno, Teatro Verdi, 27 settembre 1996
- King Lear n. 1 da William Shakespeare di Leo de Berardinis. Traduzione di Agostino Lombardo. Regia, ideazione luci, spazio scenico e colonna sonora: Leo de Berardinis. Urbino, Teatro Raffaello Sanzio, 10 dicembre 1996
- King Lear n. 1 di Leo de Berardinis (tournée). Firenze, Teatro della Pergola, 7 gennaio 1997[31]
- Lear Opera da William Shakespeare di Leo de Berardinis. Traduzioni di Angelo Dallagiacoma e Agostino Lombardo. Regia, ideazione luci, scene e colonna sonora: Leo de Berardinis. Bologna, Teatro Laboratorio San Leonardo, 21 aprile 1998
- Totò, principe di Danimarca (III edizione) di Leo de Berardinis. Bologna, Teatro Laboratorio San Leonardo, 28-29 settembre, 3 e 6 ottobre 1998
- Lear Opera di Leo de Berardinis (tournée). Udine, Teatro Palamostre, 12 marzo 1999
- Come una rivista. Da Eschilo a Totò di Leo de Berardinis. Roma, Teatro Valle, 21 e 23 giugno 1999
- Past Eve and Adam's di Leo de Berardinis 1999
- Past Eve and Adam's di Leo de Berardinis (tournée). Firenze, Teatro della Pergola, 23 - 28 novembre 1999[32]
- Past Eve and Adam's di Leo de Berardinis. Ivrea, Teatro Giacosa, 26 gennaio 2001

## Filmografia
- A Charlie Parker di Leo de Berardinis e Perla Peragallo, 1970
- Compromesso storico a Marigliano di Leo de Berardinis e Perla Peragallo, 1971

## Televisione
- Totò, principe di Danimarca di Leo de Berardinis. Co-produzione: Rai Due Palcoscenico e Teatro di Leo, 1998

## Premi e riconoscimenti
Premio Ubu
1984/1985 - Migliore attore per Dante Alighieri - Studi e variazioni
1989/90 - Miglior spettacolo per Ha da passà 'a nuttata
1991/1992 - Premio speciale
1992/93 - Miglior spettacolo per I giganti della montagna

## Archivio Leo de Berardinis
L'Archivio Leo de Berardinis, custodito presso la Biblioteca delle Arti, sezione Musica e Spettacolo dell'Università di Bologna, è costituito dalla documentazione relativa all’attività del Maestro dal 1963 al 2003. La maggior parte del materiale si riferisce al ventennio bolognese, dal 1982 al 2001, periodo in cui l’artista opera presso la Cooperativa Nuova Scena, quindi apre lo Spazio della Memoria e infine dirige il Teatro Laboratorio San Leonardo.
Il piano di riordino, descrizione e catalogazione, è stato elaborato in collaborazione con l’Istituto Beni Culturali-Soprintendenza per i beni librari e documentari della Regione Emilia-Romagna - ora Settore Patrimonio Culturale. Nel 2021 si è concluso il progetto di digitalizzazione dei materiali audio, video, cartacei e fotografici. Attraverso il portale regionale degli Archivi ER è possibile la consultazione dei documenti digitalizzati da remoto.